# جانون كونواي
جانون كونواي (بالإنجليزية: Gannon Conway)‏ هو لاعب كرة قدم أمريكية أمريكي، ولد في 4 يونيو 1989 في Higley, Arizona ‏ في الولايات المتحدة.

## وصلات خارجية
- جانون كونواي على موقع مرجع كرة القدم المحترفة.كوم (الإنجليزية)